# Wejsuny (gromada)
Wejsuny – dawna gromada, czyli najmniejsza jednostka podziału terytorialnego Polskiej Rzeczypospolitej Ludowej w latach 1954–1972.
Gromady, z gromadzkimi radami narodowymi (GRN) jako organami władzy najniższego stopnia na wsi, funkcjonowały od reformy reorganizującej administrację wiejską przeprowadzonej jesienią 1954 do momentu ich zniesienia z dniem 1 stycznia 1973, tym samym wypierając organizację gminną w latach 1954–1972.
Gromadę Wejsuny z siedzibą GRN w Wejsunach utworzono – jako jedną z 8759 gromad na obszarze Polski – w powiecie piskim w woj. olsztyńskim na mocy uchwały nr 24 WRN w Olsztynie z dnia 4 października 1954. W skład jednostki weszły obszary dotychczasowych gromad Głodowo, Kończewo, Kowalik Piski i Wejsuny (bez toru kolejowego) oraz las z dotychczasowej gromady Szeroki Bór ze zniesionej gminy Wejsuny w powiecie piskim, a także obszary dotychczasowych gromad Piaski-Onufryjewo (bez Jeziora Bełdany) i Wierzba ze zniesionej gminy Ukta w powiecie mrągowskim, w tymże województwie. Dla gromady ustalono 10 członków gromadzkiej rady narodowej.
1 stycznia 1972 z gromady Wejsuny wyłączono wieś Kowalik, jeziora Guzianka Duża, Guzianka Mała i Koś-Koik, część jeziora Nidzkiego oraz tereny leśne należące do Nadleśnictwa Ruciane (814 ha), włączając je do miasta Ruciane-Nida w tymże powiecie.
Gromada przetrwała do końca 1972 roku, czyli do kolejnej reformy gminnej.